# تشارلز فان دن إيكين
كان تشارلز فان دن إيكين (17 أبريل 1859 27 ديسمبر 1923)، المعروف أحيانًا باسم دوتشين،  رسامًا بلجيكيًا، كان معروفًا برسوماته المخصصة للكلاب والقطط.